# 사라 바라미
사라 바라미(페르시아어: سارا بهرامی, 영어: Sara Bahrami, 1982년 9월 19일 ~ )는 이란의 배우이다. 2018 파즈르 국제 영화제 크리스털 시무르그 여우주연상 수상자이다.